# Bodócs István
Bodócs István (Kecskemét, 1887. június 6. – Győr, 1965. január 23.) fizikus, meteorológus.

## Életrajza
Tanulmányait a budapesti tudományegyetemen végezte. 1909-ben Eötvös Loránd ajánlatára nevezték ki az ógyallai obszervatórium adjunktusává, ahol a napfoltok, változó csillagok, üstökösök megfigyelésével és fénytani problémákkal foglalkozott. Kutatásai során felfedezte a geometriai optika hiperbola-tételét. 1917-ben látása megromlása miatt kénytelen volt megválni a csillagdától. 1917-től 1947-ig a győri állami leánygimnázium, majd a Révai Miklós Gimnázium matematika–fizika szakos tanára volt, egyúttal 1925-től a győri meteorológiai állomás vezetője is.

## Munkássága
Helytörténeti kutatásokkal is foglalkozott. Tanulmányai a Földrajzi Közleményekben, a Természettudományi Közlönyben, a Fizikai és Kémiai Didaktikai Lapokban, a Witterungsberichte aus Ungarnban, a Meteorológiai Intézet évkönyveiben, növényfenológiai megfigyelései a Phenologische Mitteilungenben jelentek meg. Több, az ifjúság technikai művelődését és készségét szolgáló, ma is használatos könyv írója. 1961-ben a Eötvös Loránd Fizikai Társulat „Mikola Sándor-díját” kapta. A Magyar Meteorológiai Társaság választmányi tagja. 
Emlékét Győrött utca őrzi (Bodócs István utca).
Növényfenológiai megfigyeléseket is végzett, ógyallai adataival Gáyer Gyula munkáját is segítette.Kecskeméttel kapcsolatos helytörténeti dolgozatokat is közölt. Jelentős érdemeket szerzett a fizikai ismeretterjesztés területén, számos népszerű középiskolai fizikatankönyvet írt és szerkesztett.

## Elismerései
- Hegyfoky Kabos-emlékérem (1943)
- Steiner Lajos-emlékérem (1955)
- Mikola Sándor-díj (1962)

## Főbb művei
- Az energia megmaradásának elve és az ejtőgép mozgástüneményei. (Budapest, 1913)
- A geometriai fénytan hyperbola-tétele. (Mathematikai és Természettudományi Értesítő, 1922)
- Villamos főző- és fűtőkészülékek. Gyorsforraló, vasaló és fűtőkályha készítése. (Technikai zsebkönyvtár. 63–68. Budapest, 1925)
- Kisdinamók készítése. (Technikai zsebkönyvtár. Budapest, 1927)
- A geometriai fénytan hyperbola-tételének általánosítása változó gyújtó távolságú optikai eszközök esetére. (Győr, 1928)
- Mennyiségtan. Számtan és mértan. Leánygimnáziumi tankönyv. (Budapest, 1929)
- Galvánelemek és akkumulátorok készítése és kezelése. Telepesrádiózók, barkácsolók és kísérletezők számára. (Kis technikus könyvtár. Budapest, 1948; új. kiadás 1956)
- Ködfénylámpa- kísérletek és gyakorlati alkalmazások. (Középiskolai szakköri füzetek. Budapest, 1953)
- A ködfénylámpa. (Budapest, 1958).